# 위안머우현

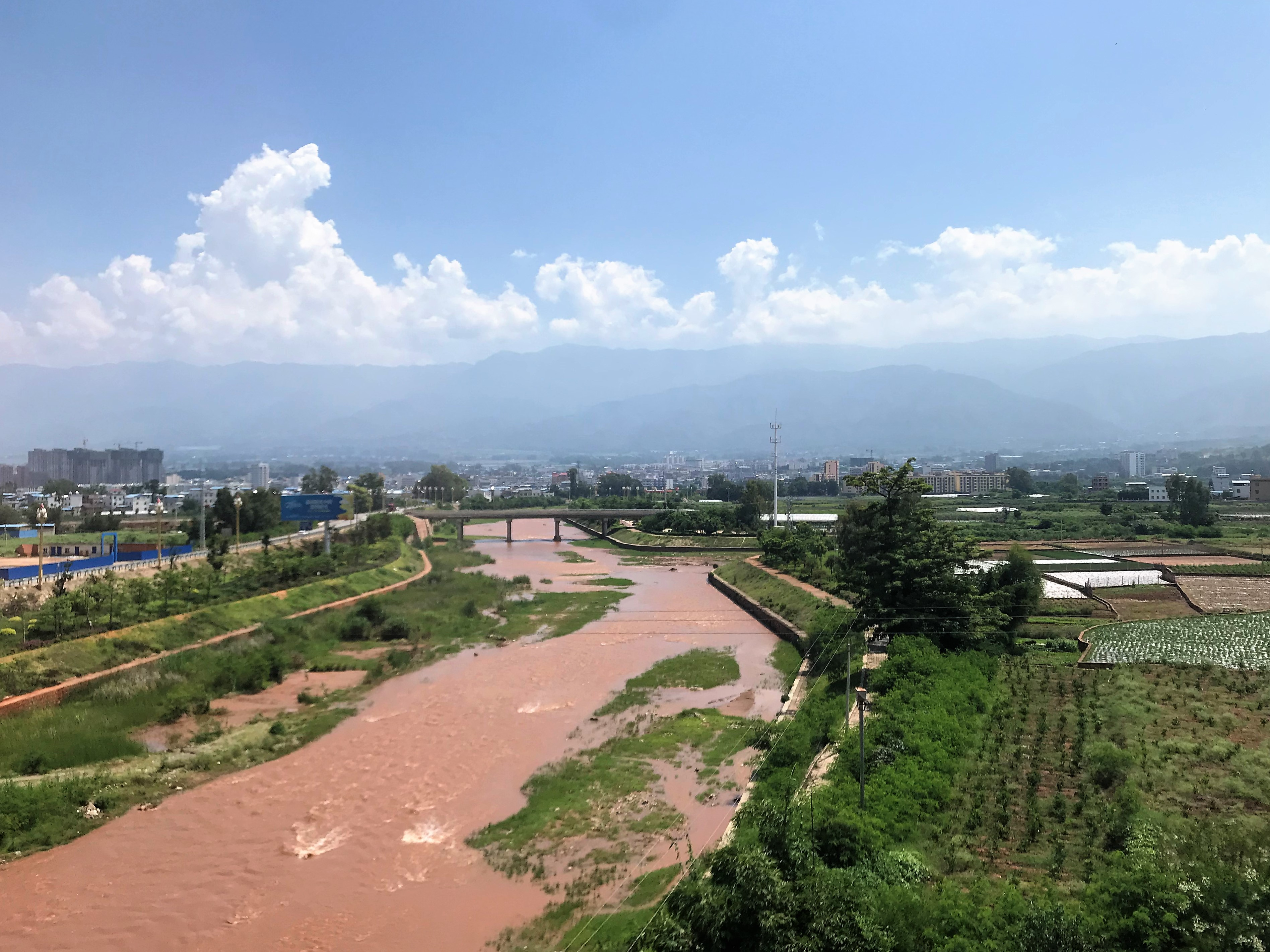

위안머우현(한국어: 원모현, 중국어: 元谋县, 병음: Yuánmóu Xiàn)은 중화인민공화국 윈난성 추슝 이족 자치주의 현급 행정구역이다. 넓이는 1803km2이고, 인구는 2007년 기준으로 210,000명이다.
1965년에 이곳에서 유명한 원모인 화석이 발굴되었다.

## 지리
북위 25°23′-26°06′, 동경 101°35′-102°06′에 위치한다. 연평균 기온은 21.9도이고 연평균 강수량은 616mm이다.

## 인구
2004년 총 인구는 206,528명이었고 이 중 90%인 185,884명이 농업 인구였고 10%인 20,644명이 비농업인구였다. 외지인의 수는 12000명이었다. 한족, 이족, 리수족, 먀오족, 후이족, 다이족 등 21개 민족이 거주하고 소수민족의 비율은 33.6%이다.

## 행정 구역
3개 진, 7개 향을 관할한다.
- 진: 元马镇, 黄瓜园镇, 羊街镇.
- 향: 老城乡, 物茂乡, 江边乡, 新华乡, 平田乡, 凉山乡, 姜驿乡.